# Reginald John Delargey

Kardinalswappen von Reginald John Delargey

Reginald John Kardinal Delargey (* 10. Dezember 1914 in Timaru, Canterbury, Neuseeland; † 29. Januar 1979 in Auckland, Auckland, Neuseeland) war ein neuseeländischer Geistlicher und römisch-katholischer Erzbischof von Wellington.

## Leben

### Jugend und Ausbildung
Seine Familie mit sechs Kindern zog mehrmals in seiner Jugend um und er wurde nach Auckland geschickt, um als Internatsschüler seine höhere Schulbildung am Sacred Heart College zu bekommen. Seine Mutter starb 1929, drei Jahre bevor er seine Priesterausbildung am Holy Cross Seminary, Mosgiel, begann. Während seines Studiums wurde sein erhebliches wissenschaftliches Potenzial erkannt und als Ergebnis wurde er nach Rom gesandt, um sein Studium an der Päpstlichen Universität Urbaniana zu beenden.

### Priester
Der Kardinalpräfekt der Congregatio de Propaganda Fide, Pietro Fumasoni Biondi, spendete ihm am 19. März 1938 die Priesterweihe für das Bistum Auckland. Nach seiner Rückkehr nach Neuseeland arbeitete er in der Pfarrei Takapuna und an der St. Patricks Cathedral in Auckland. Von 1940 bis 1947 war er Direktor der soziale Einrichtungen des Bistums Auckland. Er war auch als Direktor der katholischen Jugendbewegung und als Kaplan am St. Peter 's College 18 Jahren tätig.

### Bischof
Papst Pius XII. ernannte ihn am 25. November 1957 zum Weihbischof in Auckland und Titularbischof von Hirina. Der Erzbischof ad personam von Auckland, James Michael Liston, spendete ihm am 27. Februar des nächsten Jahres in der Saint Mary’s Cathedral die Bischofsweihe; Mitkonsekratoren waren Peter Thomas McKeefry, Erzbischof von Wellington, und John Patrick Kavanagh, Bischof von Dunedin. Während seiner Zeit als Weihbischof nahm er an allen vier Sitzungsperioden des Zweiten Vatikanischen Konzils teil. Zwölf Jahre nach seiner Ernennung zum Weihbischof wurde er am 18. September 1970 nach der Emeritierung James Michael Listons Bischof von Auckland. Als Bischof hatte er einen bescheidenen und offenen Führungsstil und betrieb die praktische Umsetzung der Ideen und Prinzipien des Zweiten Vatikanischen Konzils.

### Erzbischof und Kardinal
Nach vier Jahren als Bischof von Auckland, und nach dem Tod Peter McKeefrys wurde er am 25. April 1974 Erzbischof von Wellington. Obwohl er nicht aus Wellington stammte, baute er als Ergebnis seiner Offenheit, Demut und Aufrichtigkeit ein starkes Verhältnis mit dem Volk und Klerus der Erzdiözese auf. Als Erzbischof förderte er weiterhin die katholischen Jugendbewegung – wie er es zuvor in Auckland getan hatte – und war sich besonders der Bedürfnisse der Minderheiten sowohl in der Erzdiözese als auch in ganz Neuseeland bewusst.
Papst Paul VI. nahm ihn am 24. Mai 1976 als Kardinalpriester mit der Titelkirche Immacolata al Tiburtino in das Kardinalskollegium auf. Von 1976 bis 1979 war er Leiter der neuseeländischen Bischofskonferenz und spielte eine Schlüsselrolle in den Verhandlungen mit der Regierung und Lehrergewerkschaften, die zur Integration der katholischen Schulen in das vom Staat finanzierte Schulsystem führte. Trotz nachlassender Gesundheit nahm er am Konklave im August und Oktober 1978 teil. Er starb Anfang 1979 an Krebs und wurde in der Metropolitan Cathedral of the Sacred Heart and of Saint Mary His Mother begraben.